# Classe Tupi
La classe Tupi est une classe de sous-marins de la marine brésilienne, basée sur le projet allemand type 209-1400. Elle est construite par le chantier naval Howaldtswerke-Deutsche Werft (HDW) à Kiel, et par l’Arsenal de la marine de Rio de Janeiro.

## Navires de la classe
| Type        | Pennant number | Nom     | Mise en service |
| ----------- | -------------- | ------- | --------------- |
| Modèle 1400 | S-30           | Tupi    | 1989            |
| Modèle 1400 | S-31           | Tamoio  | 1994            |
| Modèle 1400 | S-32           | Timbira | 1996            |
| Modèle 1400 | S-33           | Tapajó  | 1999            |

## Construction
Avant même d’organiser sa Force sous-marine, en 1914, le Brésil a essayé de construire ses navires localement, soit par des projets de conception nationale, soit avec un soutien technique étranger.
Après trente ans de dépendance à l’égard de navires américains d’occasion, rompue uniquement par la classe Oberon britannique, le Brésil a lancé le plan de rééquipement de la marine (PRM) en 1979. Le projet allemand de l’ingénieur Kontor, de Lübeck, le type 209, a été sélectionné pour son succès à l’exportation.
La première unité de la classe Tupi a été construite sur le chantier naval Howaldtswerke-Deutsche Werft (HDW), avec la présence de techniciens brésiliens. L’Arsenal de la marine a reçu une série d’adaptations, dont la construction d’un nouveau hall d'assemblage spécifiquement à cet effet, l’achat d’équipements, la restructuration d’autres ateliers et un dock flottant pour l’assemblage final.
La coque résistante a été fabriquée par Nuclebrás Equipamentos Pesados (NUCLEP) et transportée par voie maritime à l’Arsenal. Trois unités de classe Tupi et une unité de classe Tikuna ont été construites.